# Aleksandr Kutiepow
Aleksander Pawłowicz Kutiepow (ur. 16 września?/28 września 1882 w Czerepowcu, zm. po 26 stycznia 1930) – generał piechoty armii Imperium Rosyjskiego z 1920 r., uczestnik wojny z Japonią 1904–1905, uczestnik I wojny światowej, uczestnik walk z bolszewikami.

## Życiorys
Pochodził z rodziny szlacheckiej. Ukończył gimnazjum klasyczne w Archangielsku i Szkołę Oficerską junkrów w Petersburgu. Oficer z 1904 r. Po mianowaniu na stopień oficerski służył w 85 Wyborskim Pułku Piechoty, w którym walczył w wojnie rosyjsko-japońskiej. Od 1907 r. oficer w Preobrażeńskim Pułku Gwardii Cesarskiej. W I wojnie światowej kapitan – dowódca kompanii, batalionu w tymże pułku. Od sierpnia 1917 dowódca Preobrażeńskiego Pułku Gwardii Cesarskiej. Siłami pułku w końcu 1917 r. próbował rozbroić żołnierzy Wołyńskiego i Litewskiego Pułków Gwardii Cesarskiej, stany osobowe których opowiedziały się po stronie bolszewików. 2 grudnia 1917 rozformował Preobrażenski Pułk Piechoty. W czasie I wojny trzykrotnie ranny.
24 grudnia 1917 wstąpił do powstającej Armii Ochotniczej. Walczył po stronie białych jako dowódca kompanii i batalionu w pułku Korniłowa. W końcu stycznia 1918 r. zdołał powstrzymać marsz czerwonych pod dowództwem Rudolfa Siwersa nad Don w bitwie pod Matwiejowym Kurganem, musiał jednak wycofać się do Taganrogu, gdzie wybuchło powstanie robotnicze. 2 lutego biali stracili kontrolę nad miastem.
Razem z Armią Ochotniczą wycofał się, wobec przewagi czerwonych, znad Donu na Kubań. Od 15–30 marca 1918 r. pomocnik dowódcy 1 pułku oficerskiego, a od 30 marca – 12 czerwca 1918 dowódca tego pułku. W czerwcu 1918 brał udział z pułkiem w drugim marszu kubańskim. Od 12 czerwca 1918 dowódca 1 Dywizji Piechoty z którą walczył pod Tichoriecką na kierunku Kuszczewskim. Od 15 lipca 1918 dowódca 1 Brygady w 1 Dywizji. Po zajęciu Nowoczerkaska przez białych gen. Anton Denikin mianował go generał-gubernatorem czarnomorskim, z siedzibą w Noworosyjsku, które to stanowisko piastował od 13 sierpnia 1918 do grudnia 1918. Od 26 stycznia 1919 do kwietnia 1920 dowódca 1 Korpusu Armijnego. Odniósł jedne z ostatnich zwycięstw białych w wojnie domowej, w końcu lutego 1920 r. na krótko powstrzymując marsz czerwonych na południe (operacja dońsko-manycka, operacja tichoriecka) i odbijając Rostów nad Donem. Musiał jednak wycofać się z miasta, zagrożony okrążeniem.
W marcu 1920, wobec niemożliwości utrzymania się białych na Północnym Kaukazie, ewakuowany razem z większością sił Denikina na Krym. Od 4 września 1920 dowódca 1 Armii Sił Zbrojnych Południa Rosji, po rozdzieleniu Armii Wrangla na 1 i 2 Armię. W listopadzie 1920 ewakuowany z pozostałościami Armii z Krymu do Turcji. i dowódcę 1 korpusu Armijnego w Turcji, w skład której wchodziły wszystkie jednostki armii rosyjskiej oprócz jednostek kozackich. 20 listopada 1920 mianowany generałem piechoty. Po ewakuacji z Krymu w listopadzie 1920 wyznaczony na pomocnika Naczelnego Dowódcy gdzie przebywał na emigracji. W grudniu 1921 r. razem z jednostkami Korpusu armijnego przybył do Bułgarii. 8 listopada 1922 zastępca Naczelnego Dowódcy armii rosyjskiej. W 1923 r. przeniósł się do Serbii. W marcu 1924 r. zwolniony ze wszystkich obowiązków i stanowisk wojskowych w związku z wyjazdem do Paryża do dyspozycji wielkiego księcia Mikołaja Mikołajewicza.
Po przybyciu do Francji kierował tajnymi pracami na Rosję i był członkiem Rosyjskiego Związku Ogólnowojskowego (ROWS). Po śmierci generała Piotra Wrangla 29 kwietnia 1928 Mikołaj Mikołajewicz wyznaczył go przewodniczącym tej organizacji.
W styczniu 1930 roku został porwany w Paryżu przez grupę OGPU Jakowa Sieriebrianskiego wraz z rezydentami francuskimi. Organizatorem porwania był późniejszy attaché Rosji Sowieckiej generał hrabia Aleksiej A. Ignatiew. Z Paryża został przetransportowany do Hawru na statek rosyjski „Nieftiesyndykat”. Według jednego źródła statek ten przywiózł go do Leningradu 3 maja 1930 nieprzytomnego pod wpływem środków odurzających, a 5 maja dostarczono go do więzienia NKWD w Moskwie, gdzie zmarł nie odzyskawszy przytomności. Według innego źródła transportowany statkiem zmarł na Morzu Czarnym w pobliżu Noworosyjska.
Nagrodzony Bronią św. Jerzego, Orderem Świętego Włodzimierza IV stopnia z mieczami i kokardą, orderem św. Jerzego IV stopnia, Orderem św. Mikołaja Cudotwórcy II stopnia, Orderem Świętej Anny IV stopnia, Orderem Świętego Stanisława II i III stopnia, Złotym Medalem „Za Odwagę”, Medalem Dla Upamiętnienia 300-lecia Panowania Domu Romanowów, Orderem Korony Prus, Orderem Korony Rumunii i wieloma odznakami.